# Les Cavaliers (Aristophane)
 (juillet 2025).
Le contenu est difficilement compréhensible vu les erreurs de traduction, qui sont peut-être dues à l'utilisation d'un logiciel de traduction automatique.
Pour les articles homonymes, voir Les Cavaliers.
Les Cavaliers (en grec ancien : Ἱππεῖς / Hippeîs), anciennement éditée sous le titre Les Chevaliers, est une comédie grecque d'Aristophane, représentant majeur de la comédie classique, du Ve siècle av. J.-C. Composée vers 424 av. J.-C., il s'agit de la quatrième pièce écrite par Aristophane.
Caractéristique de la comédie grecque antique, la pièce est une satire de la vie politique et sociale de l'Athènes classique, notamment pendant la période de la guerre du Péloponnèse. À la différence des autres pièces de l'auteur, elle ne comporte que peu de personnages : le récit des Cavaliers a pour figure centrale un personnage que les commentateurs identifient à Cléon, homme politique athénien et démagogue pro-guerre en conflit ouvert avec Aristophane. À l'occasion de la création d'une autre pièce d'Aristophane, Les Babyloniens (-426), Cléon l'avait poursuivi pour calomnie envers la cité. Aristophane lui avait promis qu'il se vengerait, notamment dans la pièce Les Acharniens (-425). Ce fut chose faite avec Les Cavaliers. La pièce obtient le premier prix du concours des Lénéennes en 424 av. J.-C., l'année de sa première création.

## Intrigue
La pièce est une satire de la vie politique et sociale du Ve siècle av. J.-C. à Athènes : les personnages sont issus de la réalité et Cléon – qui n'est pas explicitement nommé par Aristophane – est clairement identifié comme l'antagoniste principal. La pièce comprend aussi une dimension allégorique en parallèle de la satire politique : un des personnages, Παφλαγόν (trans. Paphlagon), le Paphlagonien, est une forme de monstruosité comique, responsable de tous les malheurs du monde. La caricature de Cléon dans le personnage du Paphlagonien est suggérée, mais incertaine, sans qu'il soit possible pour le lecteur ou le spectateur de démêler les deux individus et leurs actions. Il s'agit bien sûr pour Aristophane de formuler une équivalence entre les deux, sans pour autant afficher sa vengeance trop ouvertement. Le spectateur se faisant une idée de la référence par la connaissance qu'il avait des pièces antérieures et du passif entre Cléon et Aristophane dans la vie réelle de la cité.

### Résumé
Ce résumé emploie les noms réels Cléon, Nicias et Démosthène
Nicias et Démosthène s'enfuient d'une maison à Athènes, se plaignant d'une rouste qu'ils viennent de recevoir de leur maître, Dêmos, et maudissant leur camarade esclave, Cléon, qui serait la cause de leurs ennuis. Ils font savoir aux spectateurs que Cléon s'est frayé un chemin jusqu'à la confiance de Dêmos, et l'accusent d'avoir exploité cette position privilégiée pour faire du chantage et de la corruption. Ils précisent que même les fabricants de masques sont effrayés par Cléon, et que pas un seul ne pourrait être persuadé de faire une caricature de ce dernier pour cette pièce ; ils assurent cependant que chacun sera suffisamment malin pour le reconnaître, même sans masque (ce qui a pour but d'expliciter le lien entre Cléon et Paphlagon).
Ne sachant pas comment résoudre leurs problèmes, ils dérobent du vin à leur maître, qui les pousse à un vol plus audacieux encore : un set d'oracles que Cléon a toujours laissé à l'abri des regards. À la lecture de ces oracles volés, ils apprennent que Cléon fait partie d'une suite de marchands destinés à diriger la cité, et que son destin est d'être remplacé par un marchand de boudin. Par le hasard des choses, un marchand de boudin passe justement : Démosthène l'informe de sa destinée. L'homme n'est, au départ, pas convaincu, mais Démosthène lui montre les spectateurs et garantit que ses compétences liées au boudin suffiront à les gouverner.
Pendant ce temps, les soupçons de Cléon ont été éveillés, et il se précipite hors de la maison. Il trouve immédiatement un bol de vin vide, et accuse les deux autres de trahison. Démosthène appelle alors les cavaliers d'Athènes en renfort et le Chœur de cavaliers entre en scène. Ils convergent vers Cléon en formation militaire, sous les instructions de leur chef :

« Frappe-le, frappe-le, ce gredin, cet Epouvantailàdadas, ce percepteur, ce gouffre, cette Charybde de rapines, ce gredin... ce gredin, oui ! Je le dirai maintes fois, car, ça oui ! maintes fois par jour, il se montrait gredin ! »

— Les Cavaliers, lignes 247–50, trad. P. Thiercy
Cléon est appréhendé avec brutalité et le coryphée l'accuse de manipuler le système politique et légal à des fins personnelles. Cléon s'adresse au public pour demander de l'aide et le Chœur somme le marchand de boudin de crier plus fort que lui. S'ensuit une joute de cris entre Cléon et le marchand de boudin, agrémentée de fanfaronnades vulgaires et de menaces orgueilleuses émanant des deux camps, chacun voulant démontrer être un orateur avec moins de vergogne et de scrupules que l'autre. Les cavaliers déclarent vainqueur le marchand de boudin ; Cléon se précipite alors à la Boulè afin d'accuser tout le monde de trahison (en réalité un coup monté). Le marchand de boudin se lance à sa poursuite et l'action s'interrompt pour une parabase, durant laquelle le Chœur s'avance pour s'adresser au public au nom de l'auteur.
Le Chœur fait savoir qu'Aristophane a été très méthodique et précautionneux dans son approche de sa carrière de poète comique, et invite les spectateurs à l'applaudir. Les cavaliers livrent ensuite un discours en l'honneur de la génération des anciens, les hommes qui ont conféré sa grandeur à Athènes ; ce passage est suivi d'un éloge des chevaux qui ont fourni une performance héroïque lors du récent assaut amphibie de Corinthe, où l'on les imagine avoir chargé élégamment.
De retour à l'intrigue, le marchand de boudin rapporte aux cavaliers sa bataille avec Cléon pour le contrôle du Conseil - il a vaincu Cléon en offrant aux conseillers des repas aux frais de l’État. Indigné par sa défaite, Cléon se lance sur la scène et défie le marchand de boudin de se présenter contre lui devant Dêmos. Il accepte le défi. Ils appellent alors Dêmos et s'affrontent en flatteries envers lui comme le feraient des rivaux pour l'affection d'un éromène. Il accepte de les entendre et s'installe sur la Pnyx (possiblement représentée ici par un banc). Le marchand de boudin se lance dans de sérieuses accusations dans la première partie du débat : Cléon serait indifférent face aux souffrances de temps de guerre des gens ordinaires, aurait utilisé la guerre comme une opportunité pour la corruption, et prolongerait la guerre volontairement de peur d'être jugé pour ses actions au retour de la paix. Dêmos est convaincu par ces propos et balaie les implorations enjôleuses de Cléon. Par la suite, les accusations du marchand de boudin deviennent de plus en plus absurdes : Cléon est accusé de financer une campagne contre la sodomie afin d'étouffer l'opposition (car tous les meilleurs orateurs seraient concernés), et d'avoir fait baisser le prix du silphium, pour que tous les jurés en ayant acheté s'asphyxient mutuellement avec leurs flatulences.
Cléon perd le débat mais ne perd pas espoir, et il s'ensuit deux autres concours pour la faveur de Dêmos : la lecture d'oracles flattant Dêmos, et une course pour voir qui peut assouvir le plus promptement le moindre besoin de Dêmos. Le marchand de boudin remporte les deux épreuves en surpassant Cléon par son absence de vergogne. Cléon fait alors un dernier effort pour maintenir sa position privilégiée dans le foyer : il possède un oracle qui décrit son successeur, et interroge le marchand de boudin pour savoir s'il correspond à la description dans l'étendue de ses détails vulgaires. Le marchand de boudin correspond parfaitement à la description ; Cléon accepte enfin sa défaite, et se rend à son autorité. Dêmos demande son nom au marchand de boudin, qui se révèle être Agoracrite, ce qui confirme sa basse extraction. Les acteurs quittent la scène, et le Chœur reste pour une autre parabase.
Les cavaliers s'avancent et affirment au public qu'il est honorable de se moquer des gens peu honorables. Ils continuent en se moquant d'Ariphrade, un Athénien connu pour son appétence perverse pour les sécrétions féminines. Ils narrent ensuite une conversation imaginaire entre deux armateurs respectables qui ont refusé de soutenir l'expédition à Carthage car la manœuvre était proposée par Hyperbolos, un homme qu'ils méprisent. Agoracrite revient ensuite en scène, ordonnant un silence respectueux et annonçant qu'il a rajeuni Dêmos. La porte de la maison de Dêmos s'ouvre, pour révéler d’impressionnants changements dans son apparence. Agoracrite présente son maître transformé en compagnie d'un garçon et de la Trève - une jeune femme que Cléon avait enfermée pour prolonger la guerre. Dêmos invite Agoracrite à un banquet en ville et tous sortent à l'exception de Cléon, qui est sommé de vendre du boudin à la porte de la ville en châtiment de ses crimes.

## Contexte historique

### Chronologie
Il est nécessaire de signaler certains événements significatifs ayant conduit à la création de cette pièce. 
- -432 : le Décret mégarien, établi par Athènes, institue un embargo commercial sur la cité voisine de Mégare. La guerre du Péloponnèse commence peu après.
- -430 : la peste d'Athènes décime une partie importante de la population athénienne (plusieurs milliers), y compris des citoyens ayant des responsabilités politiques importantes, comme Périclès (emporté en -429).
- -427 : Aristophane présente sa première pièce, Les Détaliens (qui ne nous est pas parvenue) aux Grandes Dionysies. Cléon propose à ce moment une loi impliquant un châtiment sévère envers une alliée rebelle d'Athènes, Mytilène, qui comprend, entre autres, l'exécution de tous ses hommes adultes et l'asservissement de tous ses femmes et enfants ; la loi est révoquée le jour suivant, malgré son opposition. Il y a à cette époque un retour de la peste.
- -426 : Les Babyloniens (pièce également perdue) remporta le premier prix des Grandes Dionysies. Cléon, à la suite de cela, accusa le jeune dramaturge d'injures à l'encontre de la cité en présence d'étrangers.
- -425 : Les Acharniens est jouée aux Lénéennes. Cléon blâme les généraux athéniens pour leur procrastination et leur incompétence, et remplace Nicias à temps pour assister Démosthène dans sa victoire à la Bataille de Sphactérie. Il augmente plus tard le tribut des États alliés, et passe la paye des jurés de deux à trois oboles par jour.
- -424 : Aristophane remporte le premier prix aux Lénéennes avec Les Cavaliers.

### Cléon, les cavaliers et Aristophane
La carrière politique de Cléon était fondée sur son opposition à la stratégie militaire prudente de Périclès, et son acmé fut atteint avec la victoire athénienne à la Bataille de Sphactérie, pour laquelle il fut honoré par la majorité de ses concitoyens. Ces honneurs civiques comprenaient des repas au Prytanée (un grand prestige), et des sièges au premier rang lors de festivals majeurs, comme les Lénéennes et les Dionysies. La légitimité de Cléon au sujet de ces honneurs est continuellement tournée en dérision par Aristophane dans Les Cavaliers ; il est également probable que Cléon fut assis au premier rang lors de sa représentation. Aristophane profère de nombreuses accusations envers Cléon : si une grande partie d'entre elles relèvent du comique, certaines sont sincères. Il moque Cléon pour son pedigree discutable, mais des inscriptions indiquent que les origines sociales de démagogues comme Cléon n'étaient pas aussi obscures que l'impression qu'en donnent Aristophane et d'autres poètes comiques. S'il semble avoir usé des cours de loi à des fins politiques et personnelles, il est possible qu'il n'ait été ni vénal, ni corrompu. Il avait certes attaqué Aristophane pour une pièce antérieure, Les Babyloniens, mais une tentative de censure politique en temps de guerre n'était pas nécessairement motivée par de la malveillance ou de l'ambition personnelles - la pièce présentait les cités de la Ligue Athénienne en tant qu'esclaves broyant du grain dans un moulin, et jouée aux Grandes Dionysies en présence d'étrangers. Les cavaliers (des citoyens assez riches pour pouvoir posséder un cheval) étaient les alliés naturels du poète comique contre un populiste comme Cléon - selon un passage des Acharniens, ils avaient récemment forcé ce dernier à céder une large somme d'argent, sous-entendant qu'il l'avait obtenue à travers la corruption. En tant que classe sociale éduquée, les cavaliers occupaient beaucoup des fonctions d’État qui étaient sujettes à des contrôles annuels ; Cléon se spécialisa dans l'accusation de tels fonctionnaires, usant régulièrement de ses relations avec les jurés afin d'obtenir les verdicts souhaités. Cet abus du système des contrôles est l'une des plaintes faites par le Chœur quand il entre sur scène et accuse Cléon de choisir les fonctionnaires à accuser comme des figues, en fonction de leur richesse et de leur vulnérabilité psychologique. (vers 257-65). La pièce accuse également Cléon de manipuler les listes de recensement pour imposer des charges financières écrasantes à sa sélection de victimes (vers 911-25).

### Lieux et personnalités mentionnées dansLes Cavaliers
La Comédie Ancienne est une forme de théâtre comique extrêmement ancrée dans le temps, et sa compréhension est régulièrement freinée par les multiples références à l'actualité contemporaine, les ragots et la littérature. Des siècles d'études ont dévoilé beaucoup de ces références et elles sont expliquées dans les commentaires des éditions variées des pièces. La liste suivante est dressée à partir de deux telles sources,.
Note : Paphlagon est ici désigné par son vrai nom, Cléon.

#### Lieux
- Pylos : une baie du Péloponnèse, enfermée par l'île de Sphactérie. Elle est associée à la célèbre victoire de Cléon, et de nombreuses références y sont faites dans la pièce : en tant que gâteau que Cléon a volé à Démosthène (vers 57, 355, 1167) ; en tant que lieu dans lequel Cléon, comme un colosse, pose un pied (76) ; en tant que serment que Cléon prête (702) ; en tant que lieu où Cléon a volé la victoire des généraux athéniens (702) ; en tant qu'origine de la capture des boucliers spartiates (846) ; en tant qu'épithète de la déesse Athéna (1172) ; et tant qu'équivalent du lièvre qu'Agoracrite a volé à Cléon (1201). Pylos est de nouveau mentionnée dans trois pièces ultérieures[12].
- Paphlagonie : une région de la Turquie moderne. Elle est supposée être le lieu de naissance de Cléon, puisqu'il est nommé après elle. Il y a également un jeu de mots sur le verbe paphlazô (grec ancien : παφλάζω, qui signifie "bouillonner, être en ébullition"), rendu explicite au vers 719.
- Chaonie : une région du nord-est de la Grèce. C'est là-bas que Cléon le colosse laisse pendre son arrière-train (vers 78). Elle est également mentionnée dans Les Acharniens[13].L'une de ses mains est en Etolie (79).
- Cyclobore : un torrent montagneux de l'Attique. Il est employé dans la pièce comme image de la voix de Cléon (vers 137), et également dans Les Acharniens[14].
- Carthage, ou Carchedon : une cité phénicienne, qui marque la limite ouest de l'influence athénienne (vers 174), et fait figure d'endroit dans lequel les navires se refuseront à aller (1303) ; la Carie marque une limite est (173).
- Chalcidique : une région du nord de l’Égée, qui était sous contrôle athénien mais comportait des cités de plus en plus rebelles. Le bol de vin que volent les deux esclaves au début de la pièce est de conception chalcidienne, et Cléon les accuse en conséquence de l'avoir volé dans le but de déclencher une révolte en Chalcidique (vers 237). Ironiquement, Cléon périt plus tard au cours d'une campagne militaire qui visait à réprimer la révolte de la région.
- Chersonèse : la péninsule de Gallipoli. Elle est mentionnée par le Chœur comme le genre d'endroit où Cléon repère les gens qu'il traduira en justice à Athènes (vers 262).
- Prytanée : Le siège de gouvernement d'une cité antique. C'est là que Cléon obtient des repas gratuits (vers 281, 535, 766), et là où Agoracrite est voué à obtenir des prestiges sexuels gratuits.
- Pergase : un dème de la tribu des Erechthides, proche d'Athènes. C'est jusqu'à Pergase que Démosthène peut aller avant qu'une paire de chaussures en cuir volée à Cléon ne se brise.
- Milet : l'une des cités principales d'Ionie. Elle est célèbre pour son poisson (vers 361). Cléon est imaginé, au vers 932, s'étouffant avec des seiches frites en contemplant un pot-de-vin de Milet.
- Potidée : une cité rebelle de Chalcidie. Elle est reprise par les Athéniens en -429. Cléon offre à Agoracrite un pot-de-vin d'un talent, sans parler de celui de dix talents qu'il aurait récupéré à Potidée (vers 438).
- Béotie : une région voisine d'Athènes (au nord), mais un allié de Sparte. Elle est célèbre pour ses fromages. Cléon accuse Agoracrite de faire du fromage avec les Béotiens (vers 479). La Béotie est abondamment mentionnée dans Les Acharniens, et dans deux autres pièces[15].
- Argos : une cité-État du Péloponnèse, restée neutre tout au long de la guerre. Agoracrite avance que Cléon aurait utilisé les négociations avec Argos comme l'opportunité d'obtenir un pot-de-vin de la part des Spartiates (vers 465), et il assassine plus loin une citation d'Euripide dans laquelle la cité est apostrophée (vers 813). Argos est mentionnée dans quatre autres pièces[16].
- Cap Sounion et Geraestus : les sites de deux temples de Poséidon (aux pointes sud de l'Attique et de l'Eubée). Ils sont mentionnés dans une invocation au dieu pour défendre la cité (vers 560-1). Sounion est à nouveau mentionné dans Les Nuées[17].
- Corinthe : une ville du Péloponnèse. Au moment de la pièce, elle a été récemment attaquée par les marins sous le commandement de Nicias. La cavalerie a joué un rôle prépondérant dans cette expédition. Les chevaux ont même attaqué les navires, et leur comportement a été méritoire au fil de la campagne (vers 604). Corinthe est de nouveau mentionnée dans deux pièces ultérieures[18].
- Pnyx : la colline sur laquelle se rassemblaient les citoyens athéniens afin de débattre des problèmes de l’État. Selon Agoracrite, elle produit un effet néfaste sur Dèmos - d'ordinaire l'homme le plus intelligent du monde, il reste souvent coi sur la plateforme de l'orateur, comme quelqu'un qui ficelle des figues sauvages pour les cultiver (vers 749-55).
- Céramique : le quartier des artisans en poterie et du cimetière de la ville. Agoracrite offre, comme garantie de l'amour qu'il porte à Dèmos, d'être traîné à travers le quartier à l'aide d'un croc de boucher accroché à ses parties génitales. (vers 772).
- Marathon : ici comme ailleurs[19], c'est un nom qui connote la fierté patriotique et le respect des anciennes coutumes (vers 781, 1334).
- Salamine : un autre nom évocateur, lié à la bataille de Salamine. C'est dans cette bataille que Dèmos aurait hérité d'un arrière-train douloureux (ce qui laisse supposer un certain âge), pour lequel Agoracrite lui procure gentiment un coussin (vers 785). L'île est à nouveau mentionnée dans Lysistrata[20].
- Arcadie : une région reculée et sauvage au cœur du territoire ennemi. C'est là que, selon l'un des oracles de Cléon (vers 798), Dèmos s'assiéra en qualité de juge pour cinq oboles par jour.
- Pirée : Le principal port athénien. Il recouvre la tarte athénienne par l'action de Thémistocle (vers 815), et est devenu son épithète (885). Il est à nouveau mentionné dans La Paix[21].
- Kopros : un dème de l'ancienne Athènes, de la tribu des Hippoontides. Son nom signifie également « excréments ». Un homme originaire de ce dème a fait connaître à Dèmos le complot ourdi par Cléon, qui consistait à assassiner des jurés en masse en provoquant des flatulences (vers 899).
- Cyllène : un port péloponnésien. Également un jeu de mots avec le terme kylle, qui signifie « main de mendiant ». Apollon conseille à Dèmos de l'éviter, et il est suggéré que la main appartient à un fanatique religieux et vendeur d'oracles, Diopeithès (vers 1081-85).
- Ecbatane : le siège des rois perses. Selon un oracle, la ville sera un autre lieu dans lequel Dèmos un jour viendra juger (vers 1089). Ectabane est à nouveau mentionnée dans deux pièces ultérieures[22].
- Héphaïsteion : un temple et refuge pour les fugitifs. C'est là que les vaisseaux de la flotte athénienne envisagent de fuir pour échapper à Hyperbolos (bien que le temple soit au cœur des terres). Un sanctuaire des Euménides est considéré sous le même angle (vers 1312).

#### Politiciens athéniens et généraux
- Cléon, Nicias et Démosthène : voir Analyse.
- Thémistocle : le chef visionnaire d'Athènes pendant les guerres médiques. Il est mentionné en tant que modèle en ce qui concerne le suicide (vers 84), comme une référence risible pour la propre grandeur de Cléon (812-19), et comme quelqu'un qui n'a jamais donné de cape à Dèmos (884).
- Simon et Panaetius : des officiers de la cavalerie. L'on suppose qu'ils font partie du Chœur. Démosthène les dirige lors des manœuvres des cavaliers contre Cléon pendant la parodos - un indice supplémentaire de son assimilation avec le général (vers 242-43).
- Eucrates : un vendeur de chanvre. Il fait partie d'une suite de dirigeants populistes mentionnés dans les oracles de Cléon (vers 129). Il se serait caché dans une pile de son de blé (254).
- Périclès : l'un des plus célèbres dirigeants athéniens. S'il était blâmé dans Les Acharniens pour avoir initié la guerre du Péloponnèse[23], il est ici fait de lui un léger éloge pour n'avoir pas, contrairement à Cléon, volé de la nourriture au Prytanée (vers 283). Il est à nouveau mentionné dans deux pièces ultérieures[24].
- Archeptolemos (fils d'Hippodamus) : une figure influente parmi les opposants de Cléon. Il est dit pleurer devant l'effronterie de Cléon (vers 327), et avoir participé à des négociations pour la paix par la suite contrariées par ce dernier (794). Treize ans après la pièce, il devint un personnage influent dans la révolte oligarchique de - 411 des Quatre Cents.
- Alcméonides : un puissant clan aristocratique, que l'on croyait subir une malédiction en raison de meurtres sacrilèges commis durant le VIIe siècle av. J.-C. Cléon y fait allusion en la mentionnant comme la race pécheresse de laquelle descendrait Agoracrite (vers 445).
- Phormion : un amiral qui avait assuré le contrôle maritime athénien plus tôt dans la guerre. Il mourut probablement juste avant la représentation des Cavaliers, et est ici mentionné dans un hymne à Poséidon (vers 562). Il est mentionné dans deux autres pièces[25].
- Théoros : il est cité lui-même citant la complainte d'un crabe corinthien contre les chevaux athéniens (vers 608). L'on ne sait pas s'il s'agit du même Théorus qu'Aristophane raille ailleurs pour sa qualité d'assistant de Cléon[26].
- Hyperbolos : un associé de Cléon régulièrement ridiculisé dans d'autres pièces[27]. Il y est ici fait allusion à travers l'un des vendeurs de lampes qui achète les affections de Dèmos (vers 739), et est méprisé des bateaux (1304, 1363).
- Lysiclès : un politicien de premier rang tué pendant son service actif à peu près en même temps que la mort de Périclès. C'est le vendeur de moutons mentionné dans l'oracle énonçant la succession de dirigeants athéniens qui conduira à Agoracrite (vers 132) et est une référence pour Cléon, qui s'y compare (765).
- Phanos : un autre associé de Cléon, mentionné ici comme son secrétaire dans les tribunaux (vers 1256). Il est à nouveau mentionné dans Les Guêpes[28].
- Phaeax : une étoile montante dans le firmament politique. Ses capacités, selon Dèmos, sont admirées de dandies décadents (vers 1377)..

#### Poètes et autres artistes
- Euripide : l'un des trois grands tragiques grecs (avec Eschyle et Sophocle). Il est la cible de plaisanteries et moqueries dans beaucoup des pièces d'Aristophane, et il apparaît même en tant que personnage dans trois d'entre elles (Les Acharniens, Les Thermosphorieuses et Les Grenouilles). Il est ici mentionné comme un modèle de créativité artistique (vers 18), et il est fait allusion à sa mère en tant que vendeuse de légumes renommée (vers 19). La pièce comporte des citations de ses pièces Hippolyte (16)[29], Bellérophon (1249) et Alceste (1252), mais aussi deux adages mal assortis tirés de ses œuvres (813).
- Cratinos : un poète comique de la génération précédente. Il écrivait encore des pièces qui connaissaient un certain succès. Le Chœur préférerait encore lui servir de couverture plutôt que d'être ami avec Cléon (400), déplore son triste déclin de poète vieillissant et alcoolique et cite certains de ses vieux chants (526-36). L'année suivant Les Cavaliers (-423), il gagna le premier prix des Grandes Dionysies avec La Bouteille, une satire de son alcoolisme, la même année où Aristophane finit troisième et dernier avec Les Nuées.
- Morismos : un poète tragique. Il est mentionné avec dégoût par Aristophane dans d'autres pièces[30]. Le Chœur préférerait chanter l'une de ses tragédies plutôt que d'être ami avec Cléon (vers 401).
- Simonide : Un éminent poète lyrique. Aristophane cite l'une de ses odes célébrant une victoire dans une course de chars (vers 406).
- Magnès : un autre poète comique. Sa situation délicate de poète dépassé est plainte par le Chœur, et allusion est faite à cinq de ses pièces : Le Luth, Les Lydiens, Les Oiseaux, Les Mouches, Les Grenouilles (vers 520-25).
- Connas : un musicien lauréat de l'année précédente. Il est dit qu'il se complaît toujours dans les chapelets de ses anciennes victoires, aussi assoiffé que Cratinos (vers 534).
- Cratès : un poète comique de la comédie ancienne, également plaint pour son statut dépassé (vers 537).
- Aristophane : l'auteur exprime son approche délicate de sa propre carrière et mentionne sa calvitie (vers 507-50).
- Ariphrade : potentiellement un poète comique, il est mentionné plus tard dans Les Guêpes comme l'un des trois fils d'Automénès, l'autre étant musicien et peut-être acteur[31],[32]. Selon le Chœur, son obscénité est ingénieuse, sa barbe est pleine de sécrétions amassées dans des maisons closes et il est aussi vile qu'Oenichos et Polymneste (des collègues dans l'obscénité comme dans les arts), mais son frère Arignotos est un homme bon et un ami de l'auteur (1276-89). Ariphrade est à nouveau mentionné dans La Paix et L'Assemblée des Femmes[33].
- Pindare : poète lyrique renommé, il est cité dans un éloge d'Athènes (vers 1323, 1329).

#### Personnalités athéniennes
- Clénètos : le père de Cléon. Il est ici mentionné comme un exemple type d'un temps où les généraux ne demandaient jamais de repas gratuits au Prytanée (vers 574).
- Cynna et Salabacche : deux courtisans. Ils sont considérés par Cléon comme d'excellents exemples de services rendus à Athènes (vers 765). Cynna est mentionné dans deux pièces supplémentaires[34] et Salabacche est mentionné à nouveau dans Les Thermosphorieuses[35].
- Gryttos : un homme homosexuel notable. Sa citoyenneté a été révoquée par Cléon sur des bases morales (vers 877).

## Analyse
Aristophane dénonce notamment le poids de certains impôts, dont la triérarchie. L'un des personnages menace ainsi l'un de ses ennemis :

« Moi, je te ferai désigner pour l'équipement d'un navire.
Toute ta bourse y passera : car tu n'auras qu'un vieux rafiot

et il te faudra sans répit payer d'autres rafistolages.
Et je saurai me débrouiller pour que te soit attribuée
une voile toute pourrie ! »

Aristophane accuse également le démagogue Cléon de s'être attribué la victoire à la bataille de Sphactérie, à la place du général Démosthène.
Le stratège Lysiclès y est décrit avec mépris en « marchand de moutons » (vers 132).

### Éditions de la pièce
- Aristophane, Comédies, tome 1, texte Victor Coulon et traduit par Hilaire Van Daele, Paris, Belles Lettres, Collection des Universités de France, 1923. (Texte grec et traduction française)
- Aristophane, Théâtre complet, texte présenté, établi et traduit par Pascal Thiercy, Paris, Gallimard, Bibliothèque de la Pléiade, 1997. (Traduction française seule)